# Аксёнов, Валентин Александрович
Валентин Александрович Аксёнов (10 января 1937, Ленинград, СССР — 13 марта 1975, Ленинград) — советский футболист, нападающий, тренер. Мастер спорта СССР (1957).

## Биография
В 1955 году окончил ремесленное училище по специальности фрезеровщик, где и начал заниматься футболом.
Затем некоторое время выступал за команду завода «Светлана» на первенство Ленинграда.
В 1956 году был приглашён в команду класса «А» «Трудовые резервы», единственный матч в том году провёл 23 сентября против «Зенита».
В 1960 перешёл в «Зенит», в составе которого за два года сыграл 47 матчей, забил три гола. В 1962—1964 годах играл в ленинградском «Динамо» — 81 матч, 14 голов.
В 1965 году вслед за старшим тренером Геннадием Бондаренко перешёл в «Строитель» (Уфа), где и закончил карьеру в 1969 году. Два следующих года работал в «Строителе» тренером.
13 марта 1975 года погиб в автомобильной аварии в Ленинграде. Похоронен на Северном кладбище.